# ダブルギアリング
ダブルギアリングとは、金融機関による他の金融機関への出資（株式への投資）を意味する。
ダブルギアリングに該当する取引は銀行の自己資本から差し引くというルールを、ダブルギアリング規制という。ダブルギアリング規制は、平成25年（2013年）3月から適用され、段階的に経過措置がとられている。

## 導入の目的
ダブルギアリング規制は、金融機関相互の資本調達手段の持合により自己資本比率のかさ上げを抑制すること、また、資本出資を抑制することで金融危機の負の連鎖を未然に防止することを目的に導入された。従来より、銀行は「意図的に保有している他の金融機関等の資本調達手段の額」が自己資本控除とされていたが、バーゼルIII移行のタイミングで銀行の他の金融機関への出資の取り扱いについても整理された。

## 規制の特徴
- 控除対象は国内連結金融機関に限定されない

銀行、証券、保険会社、リース会社 、クレジット会社等を含む国内外の金融業が規制の対象となる。
＜対象＞
・日本標準産業分類「J．金融業、保険業」に該当する事業を主たる事業として営む者
・日本標準産業分類「K．不動産業、物品賃貸業」のうち「7011．総合リース業」に該当する事業を主たる事業として営む者
・ 外国法人でこれらに準ずる者
＜対象外＞
・「621.中央銀行」「6616.預・貯金等保険機関」に該当する者
・金融秩序・信用秩序の維持や金融・金融取引の円滑化等のための公益的な業務のみを専ら行う者
・上記を主たる事業としない者
・上記に該当する者であっても、実質的にファンドに類すると認められる場合は、ファンド等を通じた間接保有の場合と見なして取り扱うことも可。
（告示Q&A第8 条－Q10）
- 自己資本から控除される資本調達手段は、金融機関に応じて以下の４つに大別できる。

①意図的持合先
②少額出資先
③その他出資先
④特定項目該当先
- ①意図的持合先

他の金融機関等との間で相互に自己資本比率を向上させるための持合（金融機関相互保有）に限定され、以下の金額を各Tierから控除する。
意図的に保有している他の金融機関等の対象資本調達手段のうち普通株式に相当するものの額（銀行告示8条6項1号）
意図的に保有している他の金融機関等のその他Ｔｉｅｒ１資本調達手段の額（銀行告示8条6項2号）
意図的に保有している他の金融機関等のＴｉｅｒ２資本調達手段の額（銀行告示8条6項3号）
- ②少額出資先

議決権10%以下の出資先であり、以下の金額を各Tierから控除する。
「少数出資調整対象額」×少数出資に係る普通株式保有割合（銀行告示8条7項1号）
「少数出資調整対象額」×少数出資に係るその他Ｔｉｅｒ１資本保有割合（銀行告示8条7項2号）
「少数出資調整対象額」×少数出資に係るＴｉｅｒ２資本保有割合（銀行告示8条7項3号）
- ③その他出資先

議決権10超の出資先、連結対象外、関係会社などに該当する金融機関等であり、以下の金額を各Tierから控除する。
その他金融機関等に係る対象資本調達手段のうちその他Ｔｉｅｒ１資本調達手段に相当するものの額（銀行告示8条8項1号）
その他金融機関等に係る対象資本調達手段のうちＴｉｅｒ２資本調達手段に相当するものの額（銀行告示8条8項2号）

（その他金融機関の例）
・当該銀行及び連結子法人等がその総株主等の議決権の10%を超える議決権を保有している他の金融機関等
・連結財務諸表規則第五条第一項各号に該当するため、連結自己資本比率の算出に当たり連結の範囲に含まれない金融子会社
・連結範囲に含まれない金融業務を営む子会社
・金融業務を営む関連法人
・親法人である金融機関等
（銀行告示8条8項1号）

- ④特定項目該当先

・その他金融機関等に係る対象資本調達手段のうち普通株式に相当するもの
・モーゲージ・サービシング・ライツに係る無形固定資産
・繰延税金資産（一時差異に係るもの）

上記３つが、普通株式等Tier1資本の10%を超過した場合、当該超過額は普通株式等Tier1資本から控除される。
その他金融機関等に係る対象資本調達手段のうち普通株式に相当するものは、「意図的に保有」に該当せずとも自己資本控除扱いとなる。
普通株式等Tier1資本の10%を超過しなかった特定項目の合計額が、普通株式等Tier1資本の15%を超過した場合には、当該金額は普通株式等Tier1資本から控除される。
（銀行告示8条9項、10項）

## 実務への影響
ダブルギアリングは、銀行の自己資本比率算定において考慮すべきで項目であり、銀行経営における自己資本戦略に影響を与える。